# هيرودس الأول
هوردس أو هِيرُودِسُ (بالعبرية: הוֹרְדוֹס، (73 قبل الميلاد - 4 قبل الميلاد) هو ابن الدبلوماسي أنتيباتر الإدومي من زوجته النبطية، عُيّن حاكمًا على الجليل ثم بعد تفكك حكم الحشمونائيم أصبح هيرودوس ملكًا على المقاطعة اليهودية على الرغم من أنه ليس من السلالة الصالحة للحكم -سلالة داوود- بحسب المعتقد العبري. وقد بسط نفوذه على المنطقة الممتدة من هضبة الجولان شمالا إلى البحر الميت جنوبا، وكانت أيام حكمه تمثل ازدهارًا ثقافيًا واقتصاديًا، وقد كان حليفًا أمينًا للإمبراطورية الرومانية، وتمثل الثقافية اليونانية الرومانية في أعماله، وتعرض لمعارضة شديدة من قبل بعض المجموعات اليهودية. كان مقره في مدينة القدس، أي أورشليم، وقد اشتهر بمشاريع البناء الفاخرة التي بادرها في هذه المدينة، ومنها بناء معبد القدس الكبير المسمى هيكل سليمان. وقد بادر أيضا مشاريع بناء في أماكن أخرى من مملكته مثل إعادة بناء مدينة السامرة وتسميتها سبسطية نسبة إلى اسم أغسطس قيصر باليونانية.
في المصادر اليهودية يُذكر كملك مشكوك في شرعيته، كونه إدومي الأب ونبطي الأم، بالرغم من تقدير هذه المصادر لأعماله الضخمة في معبد القدس. أما في المسيحية فيعتبر هيرودوس طاغيًا إذ يذكر إنجيل متى أنه أمر بذبح كل مواليد بيت لحم عندما علم أن المسيح قد وُلد فيها. ومن بعده جاء ابنه هيرودس أنتيباس فأعدم النبي يحيى، لأنه عارض الملك معارضة شديدة لعلمه انه تزوج من اخته هيرودية بعد تطليقها من زوجها فعارضه النبي يحيى بقوة وأمره بتطليقها وفي إحدى الحفلات التي كان ينظمها هيرودس في قصره طرب لنغمات الموسيقى التي كانت تتراقص عليها بنت اخته هيرودية سلامة أو سالومي كما تُذكر في المصادر العبرية فطلبت منه رأس النبي يحيى (يوحنا المعمدان) وألحت في الطلب حتى قام بتلبية طلبها وهو كره لخشيته من رد فعل الكهنة والكتبة اليهود إلا أنه نجا بفعلته لكون النبي يحيى يعارض الهيكل كثيرًا فلم يعقب أحدًا من الكهنة أو الكتبة اليهود على ما حدث وقدم لها رأس النبي على طبق.

## الإشارة له في العهد الجديد

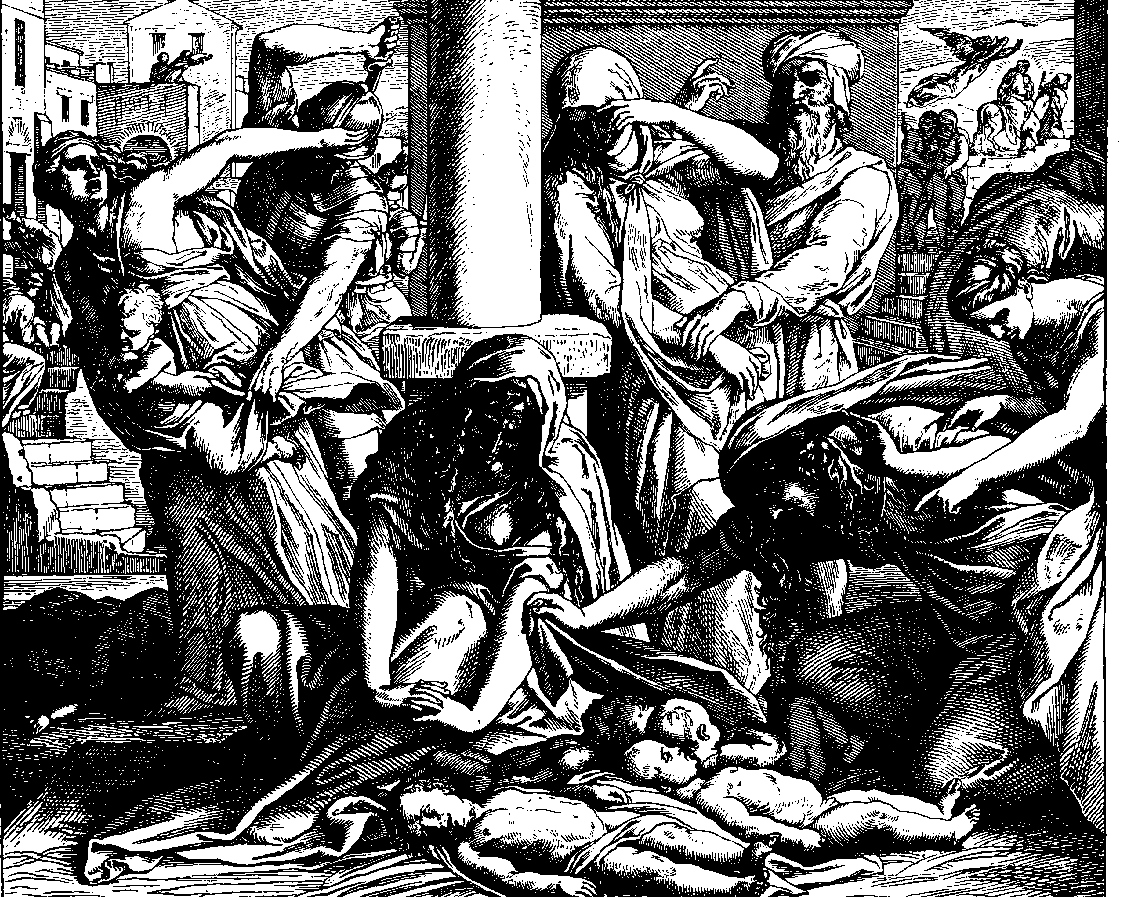
مذبحة الأبرياء لجوليوس شنور فون كارولسفيلد، 1860

يظهر هيرودس في الإنجيل وفقًا لمتى، الذي يصف حدثًا يُعرف باسم مذبحة الأبرياء. وفقًا لرواية متى، فبعد ولادة يسوع، قام بعض المجوس من الشرق بزيارة هيرودس للاستعلام عن مكان «الشخص الذي ولد ملكا لليهود»، لأنهم رأوا نجمه في الشرق. كان هيرودس، ملك اليهود، قلقًا من احتمال أن يفقد عرشه. قام هيرودس بتجميع رؤساء الكهنة وكتّاب الشعب وسألهم أين وُلد «الممسوح» (المسيح، باليونانية: Ὁ Χριστός، هو كريستوس). أجابوا: في بيت لحم، مستشهدين بميخا 5: 2. أرسل هيرودس المجوس إلى بيت لحم، وأمرهم بالبحث عن الطفل، وبعد أن يعثروا عليه، «أن يخبروه عنه، حتى يذهب هو أيضاً ليعبده». ومع ذلك، بعد أن وجدوا يسوع، تم تحذيرهم في حلم بعدم إبلاغ هيرودس. وبالمثل، تم تحذير يوسف في حلم أن هيرودس كان يعتزم قتل يسوع، لذلك فر هو وعائلته إلى مصر. عندما أدرك هيرودس أنه قد خدع، أصدر أوامر بقتل جميع الأولاد الذين تقل أعمارهم عن سنتين في بيت لحم والمناطق المجاورة لها. بقي يوسف وعائلته في مصر حتى وفاة هيرودس، ثم انتقلوا إلى الناصرة في الجليل لتجنب العيش تحت حكم أرخيلاوس ابن هيرودس.
وفقا لبول ماير، فإنّ معظم مؤرخي حياة هيرودس في العصر الحديث، وعلى الأرجح غالبية علماء الكتاب المقدس، يرفضون رواية إنجيل متى ويعتبرونها اختراعًا من مؤلفه. لا توفر المصادر المعاصرة غير التوراتية، بما في ذلك صديق هيرود والمؤرخ الشخصي له، نيكولاس الدمشقي، أي سند لرواية متى عن المجزرة، وكذلك لم يرد ذكرها في إنجيل لوقا. يقول المؤرخ الكلاسيكي مايكل غرانت «[هي] ليست حكاية تاريخية بل هي أسطورة فولكلورية»، ويشير بيتر ريتشاردسون إلى أن غياب القصة من إنجيل لوقا وروايات يوسيفوس «تشير إلى عدم دقة الرواية». يقترح ريتشاردسون أن الحدث في إنجيل متى كان مستوحى من قتل هيرودس لأبنائه.
بالمقابل يجادل عدد من العلماء والمؤرخين بتاريخيَّة حدوث «مذبحة الأبرياء»، ويقول العالم الكتابي ريتشارد توماس فرانس أنّ المجزرة كانت حدثاً صغير الأهمية للدرجة التي لم تسترع اهتمام يوسيفوس فلافيوس على الرغم من كونها متوافقة مع شخصية هيرودس. ويشير المؤرخ إيفرت فيرغسون أن القصة منطقية في سياق حكم هيرودس «الإرهابي» في السنوات القليلة من حكمه، وعدد الأطفال الذين كانوا سيقتلون في بيت لحم - ليس أكثر من دزينة أو نحو ذلك - ربما لم تكن ذات أهمية تذكر ليتم تسجيلها من قبل يوسيفوس فلافيوس، والذي لم يستطع معرفة كل حادث حصل في الماضي. ويجادل بول إل. ماير بأن بيت لحم كانت صغيرة، وأن المذبحة كانت صغيرة جدا لدرجة ألا يسمع بها يوسيفوس ونظرا لأنها يُزعَم أنها حدثت قبل 40 عام من ولادته. يذكر بول بارنيت وعالم العقيدة كرايغ بلومبرغ أيضاً أن بيت لحم قرية صغيرة جدا مع عدد قليل من السكان، وأن المذبحة على الأغلب تضمنت عددا قليلا جدا من الأطفال مما يُصَعّب تسجيلها من قبل المؤرخين.